# Sport Club Flamengo
Sport Clube Flamengo (conhecido popularmente como Flamengo Recife), foi um clube poliesportivo brasileiro da cidade de Recife, capital do estado de Pernambuco. Foi fundado em 20 de abril de 1914 com o nome de Cruz Branca Foot-Ball Club. Suas cores oficiais, presentes no seu escudo e bandeira, o preto e branco. O clube foi o responsável por obrigar o clube Santa Cruz, que também possuía as mesmas cores, em Tricolor. Dessa forma, a Cobra-coral, como é conhecido o clube, passou a utilizar a cor vermelha. O Flamengo, foi um dos clubes fundadores da Liga Sportiva Pernambucana  — (LSP), que posteriormente viria a ser conhecida como Federação Pernambucana de Futebol, sendo também o primeiro campeão do primeiro campeonato de futebol de Pernambuco.
Ao longo de três décadas  e 31 participações na principal competição do futebol pernambucano, declínio e maus resultados na competição, obrigou o clube a abandonar o estadual de 1947, levando o clube a fechar as portas e assim, decretar o fim de suas atividades.

## História
A História do Sport Club Flamengo começa no dia 20 de abril de 1914, quando os senhores Alcebíades Braga, Antonio Alcântara, Carlos Tavares, Cícero Loureiro, Elteredo Antunes, Francisco Alves, Francisco Braga, José Rodopiano dos Santos, Mario Santos, Patrício Moreira e Vicente e Braz Croccio, se reuniram na Rua da Santa Cruz, no Bairro da Boa Vista em reunião extraordinária, decidiram fundar uma agremiação que adotou como primeiro nome: Cruz Branca Foot-Ball Club. Entre outras definições ficou acertado o valor da mensalidade que seria cobrado para cada sócio: R$ 5.000,00 réis, tendo como seu primeiro presidente Alcebíades Braga. Tendo em ata, a primeira direção do clube, com os seguintes cargos:
Primeira diretoria
- Presidente: Alcebíades Braga;
- Vice-Presidente: Carlos Tavares;
- 1º Secretário: Braz Croccio;
- 2º Secretário: Elteredo Antunes;
- Tesoureiro: José Rodopiano dos Santos;
- Diretor de Esportes: Cícero Loureiro;
- Vice-diretor de Esportes: Francisco Alves;
- Procurador: Mario Santos;
- Orador: Vicente Croccio;
- Comissão de Finanças: Antonio Alcântara, Francisco Braga e Patrício Moreira.

O nome de Cruz Branca não durou um mês. Vinte e oito dias depois da sua fundação, em Assembleia Geral, realizado no dia 18 de maio de 1914, a diretoria decidiu aceitar a proposta feita pelo seu presidente e mudou o nome para Sport Club Flamengo, em homenagem ao Clube de Regatas do Flamengo.
Em 1915 com a ideia de se criar uma competição de futebol no estado de Pernambuco e de uma instituição, que organizasse esta competição, o Flamengo junto de outras cinco agremiações; Sport Club do Recife, Clube Náutico Capibaribe, Associação Atlética Great Western (depois Ferroviário Esporte Clube do Recife, hoje Clube Ferroviário do Recife), Íbis Sport Club e Auto Esporte Clube, fundaram a Liga Sportiva Pernambucana, para organizar o primeiro campeonato de futebol entre os clubes do estado, um dos estaduais mais antigos do Brasil.
Apesar da criação da liga e do campeonato ter ocorrido de forma unanime, a primeira decisão em pauta imposta pela entidade, foi do problema de cores entre o Santa Cruz e o Flamengo, ambos os clubes tinham as cores preto e branco.  Então, a Liga Pernambucana determinou que um dos dois escolhesse novas cores. Ambos não demonstraram desejo em ceder. Mas após muita luta, o Flamengo levou a melhor e acabou sendo o responsável para que o Santa Cruz trocasse o alvinegro pelo Tricolor (vermelho, branco e preto).  Da guerra nos bastidores se estendeu para os gramados, onde os jogos entre essas duas equipes eram ferrenhos e, muitas vezes, de partidas ríspidas. Em seus mais de 100 anos de fundação e desde do seu desligamento, tem como maior título de toda a sua história, a conquista da competição. No dia 12 de dezembro de 1915, com uma vitória de 3 a 1 sobre o Torre Sport Club, o Flamengo sagrava-se campeão da primeira edição da história do Campeonato Pernambucano de Futebol, organizada pela Liga Sportiva Pernambucana (precursora da Federação Pernambucana de Futebol). O time-base campeão foi: Luiz Cavalcanti; Chico Alves e Rubens; Fred (Maciel), Ruy e Zezé; Waldemar, Gastão, Tayllor, Percy Fellows e Lelys. O Jornal Diário de Pernambuco assim descreveu o título:
| “ | Encerrou-se anteontem, com a vitória do Sport Club Flamengo contra o Torre Sport Club, o campeonato da Liga Sportiva Pernambucana, instituído para o football. Depois de uma série de matchs emocionantes, que trouxeram em constante delírio o público esportivo do Recife, teve o Flamengo coroado os seus esforços e firmada a sua força dentre os seus dignos adversários nas lutas pacíficas do esporte. O Flamengo do Recife quis ser o êmulo do seu congênere do Rio, e vencendo a tática do Santa Cruz e a tenacidade do Torre, soube guardar para si os louros da vitória - e as "louras medalhas. | ” |

De quebra, com a mesma conquista, anos mais tarde o título também seria reconhecido como um Supercampeonato Pernambucano, onde também foi o primeiro campeão.
Após sua emblemática conquista em 1915, a equipe do Flamengo ainda participou de torneios no estado de Alagoas e Ceará nos anos 20 e saiu vitoriosa em ambos, goleada de 6 a 1 em cima do CSA-AL, em 1923 e vitória por 4 a 2 em cima do América-CE, em 1924. O "quartel de chuteiras" também é um dos campeões da Taça Casa Amarela e de outros títulos na mesma década. Os anos seguintes foram seguidos de desempenhos ruins no campeonato pernambucano e com a mudança do futebol amador para o profissional, de 1936 para 1937, muitas equipes juntamente com o Flamengo não conseguiram se manter com a mudança. Foi então que em 1947 ocorreu o que seria a última partida oficial do Flamengo no estadual. Nessa temporada houve a recusa das equipes em jogar contra o Flamengo porque alegaram que o clube deveria ter sido eliminado no turno eliminatório e, portanto, não deveria disputar o primeiro turno campeonato. Entretanto, os jogos foram considerados oficiais e os pontos das partidas foram atribuídos ao Flamengo.
Ainda no primeiro turno da competição, em 19 de julho de 1947, o Íbis goleou o Flamengo pelo placar de 4 a 2, depois da derrota o Quartel de Chuteiras viria a desistir da disputar do segundo turno. As dificuldades do profissionalismo do futebol na época, as brigas políticas com a federação pernambucana e tudo isso somado ao desgaste com os principais clubes do estado, fizeram com que a diretoria tomasse a decisão de se afastar de vez das competições futebolísticas. Em 1954, o Diário de Pernambuco fez uma matéria com um ar de saudosismo para relembrar os grandes feitos do Sport Club Flamengo. Contudo, o clube seguiu no ostracismo até desaparecer definitivamente deixando saudades da briosa agremiação 1ª campeã de Futebol de Pernambuco.

## Clube

### Bens e acomodações
O Flamengo treinava no Campo do Derby, e, posteriormente adquiriu o campo da Magdalena. Já nos anos 30 e 40, treinava ora no campo do América, ora na Ilha do Retiro (Campo de propriedade do Sport).
A sua primeira sede ficava localizada na Rua do Cotovello (atual Rua Visconde de Goiana) n° 02. Em 1919, transferiu a sua sede social para a Avenida Riachuelo, 182. Na sexta-feira, do dia 31 de outubro de 1924, inaugurou a sua nova e luxuosa Sede, na Rua da Imperatriz Teresa Cristina, 257 – 2º andar. Então, no domingo, do dia 3 de fevereiro de 1929, outra mudança. O alvinegro se mudou para o prédio situado na Rua Aurora, 309, todos os quatro locais ficavam no Bairro de Boa Vista, no Recife. Em 1935, outra mudança de rua e bairro. Desta vez para a Rua da Hora, s/n, no Bairro do Espinheiro. Dois anos depois, passou para a Rua das Pernambucanas, 167, no Bairro da Capunga, no Recife. Em 1940, mais uma mudança. Dessa vez para a Avenida Rosa e Silva, 259, nos Aflitos.
Após encerrar as atividades, a equipe que tinha disputado 32 edições do campeonato pernambucano não tinha onde deixar seus troféus. Pelo fato de sua mudança nos anos 40 para o bairro dos Aflitos e a boa relação com os dirigentes e gestores do Náutico, foi possível a entrega de uma antiga cristaleira com oito taças, hoje em dia esse móvel está posicionada próxima à varanda do primeiro andar da sede da equipe alvirrubra em Rosa e Silva, cujo acesso é restrito até para sócios. A premiação original da 1ª taça do campeonato pernambucano não estava entre as oito que foram entregues, mas o Flamengo recebeu outros troféus em homenagem à glória pioneira, como a peça de 1928, da própria Liga Pernambucana de Desportos Terrestres (LPDT), a sucessora da LSP e a precursora da atual FPF, e outra do Santa Cruz, de 1944.

### Estádio
Ao longo de sua história, o Flamengo tinha como palco para disputa de suas partidas, o Estádio Marechal Castelo Branco. O estádio não era um dos melhores na época, por isso estádios como o Campo do Derby, Campo da Avenida Malaquias e o próprio Estádio da Ilha do Retiro, já receberam o clube como mandante. O Marechal Castelo Branco, foi demolido pra posteriormente se tornar terreno, para construção de moradias no bairro onde era localizado. 

### Sala de Troféus
A Sala de Troféus do clube, foi um espaço que reunia as taças conquistadas pela equipe de futebol e outras modalidades esportivas do Flamengo. Além do futebol, o clube também disputou o Campeonato Pernambucano de Atletismo (foi o 1º clube a adotar a modalidade em vários torneios internos), Basquete e voleibol. Com o fim do clube, suas taças foram parar em outro lugar, curiosamente, na sede do maior algoz esportivo. No caso, dentro da sala de troféus do Náutico, nos Aflitos. Apesar do revés histórico, a boa relação entre os clubes possibilitou a entrega de uma antiga cristaleira com oito taças prateadas do Flamengo – hoje, posicionada próxima à varanda do primeiro andar da sede em Rosa e Silva, cujo acesso é restrito até para sócios. A premiação original não se encontra no móvel, mas o clube recebeu outros troféus em homenagem à glória pioneira, como a peça de 1928, da própria Liga Pernambucana de Desportos Terrestres (LPDT), a sucessora da LSP e a precursora da atual FPF. 

## Símbolos

### Mascote
O mascote oficial do Flamengo, era a ave Patativa. A ave é pertencente a família Thraupidae e endêmica de regiões tropicais e subtropicais da América do Sul e seu nome se originou do termo da língua geral patatiba, que designava esse pássaro. Outro clube, o Central Sport Club do município de Caruaru, tem a ave como mascote oficial.

## Títulos
| ESTADUAIS | ESTADUAIS                    | ESTADUAIS | ESTADUAIS  |
|           | Competição                   | Títulos   | Temporadas |
| --------- | ---------------------------- | --------- | ---------- |
|           | Campeonato Pernambucano      | 1         | 1915       |
|           | Supercampeonato Pernambucano | 1         | 1915       |

Outras conquistas
- Taça Sete de Setembro:  1923
- Taça Prefeitura Municipal de Fortaleza:  1924
- Taça Casa Amarela: 1929
- Supercampeonato Pernambucano: 1915
- Taça A Noite ‘Curso Simpatia’:  1915
- Torneio Início da LSP dos Terceiros Times:  24 de junho de 1917;
- Taça dos Menores Correccionaes:  10 de março de 1918
- Tarde dos Chronistas – Taça Emoção:   27 de novembro de 1921
- Campeonato Pernambucano Segundos Quadros: 3 (1921, 1922 e 1931)
- Vice-campeão do Torneio Início da LPDT: 2 (1926 e 1927)
- Taça Bittencourt:  1928
- Taça Festival Varzeano Sport Club:  15 de novembro de 1929
- Torneio de Verão da Cidade do Recife: 1939

 Campeão invicto

## Estatísticas

### Campanhas de destaque
| Sport Club Flamengo           | Sport Club Flamengo | Sport Club Flamengo | Sport Club Flamengo   | Sport Club Flamengo               |
| Torneio                       | Campeão             | Vice-campeão        | Terceiro colocado     | Quarto colocado                   |
| ----------------------------- | ------------------- | ------------------- | --------------------- | --------------------------------- |
| Campeonato Pernambucano       | 1 (1915)            | 0 (não possui)      | 3 (1927, 1931 e 1932) | 5 (1917, 1920, 1923, 1928 e 1934) |
| Super Campeonato Pernambucano | 1 (1915)            | 0 (não possui)      | 0 (não possui)        | 0 (não possui)                    |

- Quinto colocado: 4 (1916, 1918, 1924 e 1947)
- Sexto colocado: 6 (1919, 1921, 1922, 1929, 1935 e 1943)
- Sétimo colocado: 7 (1926, 1930, 1936, 1941, 1944, 1945 e 1946)
- Oitavo colocado: 3 (1933, 1938 e 1940)

### Participações
| Competição | Competição              | Temporadas | Melhor campanha                        | Estreia | Última | P | R |
| Pernambuco | Campeonato Pernambucano | 31         | Campeão (1 vez) + (1 Super campeonato) | 1915    | 1947   |   | – |